# Dichroïsme circulaire magnétique de rayons X

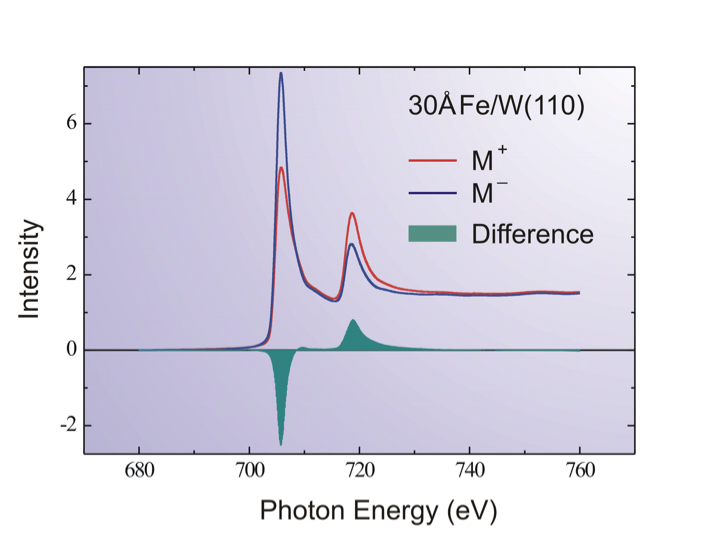
Spectres d'absorptions révélant le dichroïsme circulaire magnétique de rayons X du fer.

En analyse des matériaux métalliques, le dichroïsme circulaire magnétique de rayons X (X-ray magnetic circular dichroism (XMCD) en anglais) est la différence des spectres d'absorption des rayons X dans un champ magnétique, entre les deux polarisations circulaires opposées de la lumière. L'analyse de cette différence entre le spectre obtenu avec la polarisation circulaire droite et celui obtenu avec la polarisation circulaire gauche fournit des données sur les propriétés magnétiques de l'atome étudié, tels que le spin ou le moment magnétique orbital.
Dans le cas des métaux de transition tels que le fer, le cobalt et le nickel, le spectre d'absorption est généralement mesuré au bord L (au moment où la sous-couche L commence à absorber le rayonnement). C'est typiquement le cas du fer, pour lequel un électron 2p est excité en électron 3d par un rayonnement X d'environ 700 eV ; dans la mesure où les électrons 3d sont à l'origine des propriétés magnétiques de ces éléments, le spectre d'absorption fournit des informations sur leur magnétisme.